# Patricia Ryan (Autorin)
Patricia Burford Ryan, auch P. B. Ryan, Pseudonym Louisa Burton (* 9. August 1954 in Las Cruces, New Mexico) ist eine US-amerikanische Schriftstellerin.

## Leben
Ryan ist die Zwillingsschwester der Schriftstellerin Pamela Burford. Nach Schulzeit und Studium arbeitete sie für einige Zeit für einige Verlagshäuser in New York und Rochester. Später begann sie – gleich ihrer Schwester – ebenfalls zu schreiben. Neben ihrem eigenen Namen benutzte sie u. a. auch das Pseudonym Louisa Burton, welches sie zu Ehren von Richard Francis Burton wählte; dem Übersetzer des Kamasutram.
Derzeit (2010) lebt Ryan als Schriftstellerin mit ihrer Familie in Rochester.

## Ehrungen
- 1994 Golden Heart Award in der Kategorie Short Contemporary Series.
- 2000 RITA für ihren Roman Verhängnis des Herzens.

## Werke (Auswahl)

### Patricia Ryan
Erzählungen
- August. In: Pamela Burford u. a.: Summer heat. Mills & Boon, New York 1998, ISBN 0-263-81760-1.
- Possessing Julia. In: Nina Bangs u. a.: Burning up. Four novellas of erotic romance. St. Martin’s Press, New York 2003, ISBN 0-312-31108-7.
- Santa Baby. In: Sherrilyn Kenyon u. a.: Naughthy of nice? St. Martin’s Press, New York 2001, ISBN 0-312-98102-3.
- What happened in Las Vegas? In: Toni Blake u. a.: Taking care of business. Signet Eclipse Books, New York 2005, ISBN 0-451-21605-9.

Romane
- Million Dollar Baby. Mills & Boon, Richmond, R.I. 2000, ISBN 0-263-82810-7.
- The return of the black sheep. Mills & Boon, Richmond, R.I. 1995, ISBN 0-263-79593-4.
- Twice the spice. Mills & Boon, Richmond, R.I. 1997, ISBN 0-263-80792-4.
- Wexford-Saga. Heyne, München 2001/05

1. Verhängnis des Herzens („Silken Threads“). 2005, ISBN 3-453-77021-8.
2. Duell der wilden Herzen. Roman („The sun and the moon“). 2001, ISBN 3-453-19428-4.

### P.B. Ryan
Gilded Age Serie mit Gouvernante Nell Sweeney
- 1. Dunkel wie die Spur des Todes (Still Life with Murder). Cora Verlag 2011
  - als E-Book Nell Sweeney und die Spur des Todes, dp DIGITAL PUBLISHERS 2019 (E-Book)
- 2. Dunkel wie der Tod (Murder in a Milltown). Cora Historical 2007, auch als E-Book erhältlich
  - als Taschenbuch Mord in der Spinnerei. Übers. Alexandra Kranefeld, Mira Verlag 2008
  - als E-Book Nell Sweeney und der dunkle Verdacht, dp DIGITAL PUBLISHERS 2019
- 3. Blutrot wie die Wahrheit (Death on Beacon Hill). Cora Historical 2008
  - als E-Book Nell Sweeney und die blutrote Wahrheit, dp DIGITAL PUBLISHERS 2019
- 4. Schwarz wie das Verhängnis (Murder on Black Friday). Cora Historical 2009
- 5. Eiskalt wie die Sünde (Murder in the North End). Cora Historical 2009
- 6. Flammend wie die Lüge (Bucket of Ashes). Cora Historical 2010

### Louisa Burton
- Das Schloss der geheimen Wünsche. Roman („House of Dark Delights“). Goldmann, München 2008, ISBN 978-3-442-46510-1.
- Sündiger Monde. Erotischer Roman („Bound in Moonlight“). Goldmann, München 2010, ISBN 978-3-442-47425-7.